# Estudis Romànics
Estudis Romànics (ER) és una revista especialitzada que fou fundada en 1947 per Ramon Aramon. Després d'uns anys de publicació irregular, se'n reprengué la publicació regular l'any 2000 amb el número 22. El número 21 conté els índexs generals dels vint primers volums.
Des de l'any 2000 fins a 2014 fou dirigida per Antoni Badia i Margarit, membre emèrit de la Secció Filològica de l'IEC, A partir del número 26 (2004) fou codirigida per Joan Veny, que n'és el director actual junt amb José Enrique Gargallo de director adjunt. La direcció de la revista compta amb la col·laboració del Comitè de Redacció i l'assessorament del Consell Científic.
La revista és considerada de categoria "A" en el rànking CARHUS + 2014 Arxivat 2015-07-06 a Wayback Machine..
Els Estudis Romànics, de publicació anual, estan dedicats a la lingüística, la filologia, la crítica literària i les literatures de l'Europa llatina, sense limitacions de tema, de metodologia ni de cronologia. Recullen aportacions globals i particulars de cada llengua.
En el format actual, els volums dels ER consten de tres parts:
- Articles.
- Recensions.
- Crònica.

Les col·laboracions en els ER estan redactades preferentment en qualsevol llengua romànica (o també en alemany o en anglès). La llengua oficial de la Redacció és el català.
Els volums són consultables per internet a través del Portal de Publicacions de l'IEC (vegeu "enllaços externs").